# Cenerský úpatní tunel
Cenerský úpatní tunel (německy Ceneri-Basistunnel, italsky Galleria di base del Ceneri) je 15,4 km dlouhý úpatní železniční tunel ve Švýcarsku v kantonu Ticino, spojující města Bellinzona a Lugano. Byl vystavěn v návaznosti na švýcarský „projekt století“ – železniční spojení přes Alpy, a slouží jako přivaděč z jihu pro Gotthardský úpatní tunel, který byl dokončen v roce 2016. Oficiální práce byly zahájeny v roce 2006. K celkovému proražení došlo dne 21. ledna 2016 (západní tubus) a 26. ledna 2016 (východní tubus). Do konce roku 2016 byly oba tubusy a veškeré příslušenství vybetonovány, od podzimu 2016 z jihu a od léta 2017 ze severu probíhala instalace železniční infrastruktury. Zkušební provoz v tunelu probíhal od března 2020, slavnostně byl otevřen 4. září 2020, od kdy jím projíždějí komerční osobní i nákladní vlaky, plně otevřen byl v prosinci 2020.

## Galerie

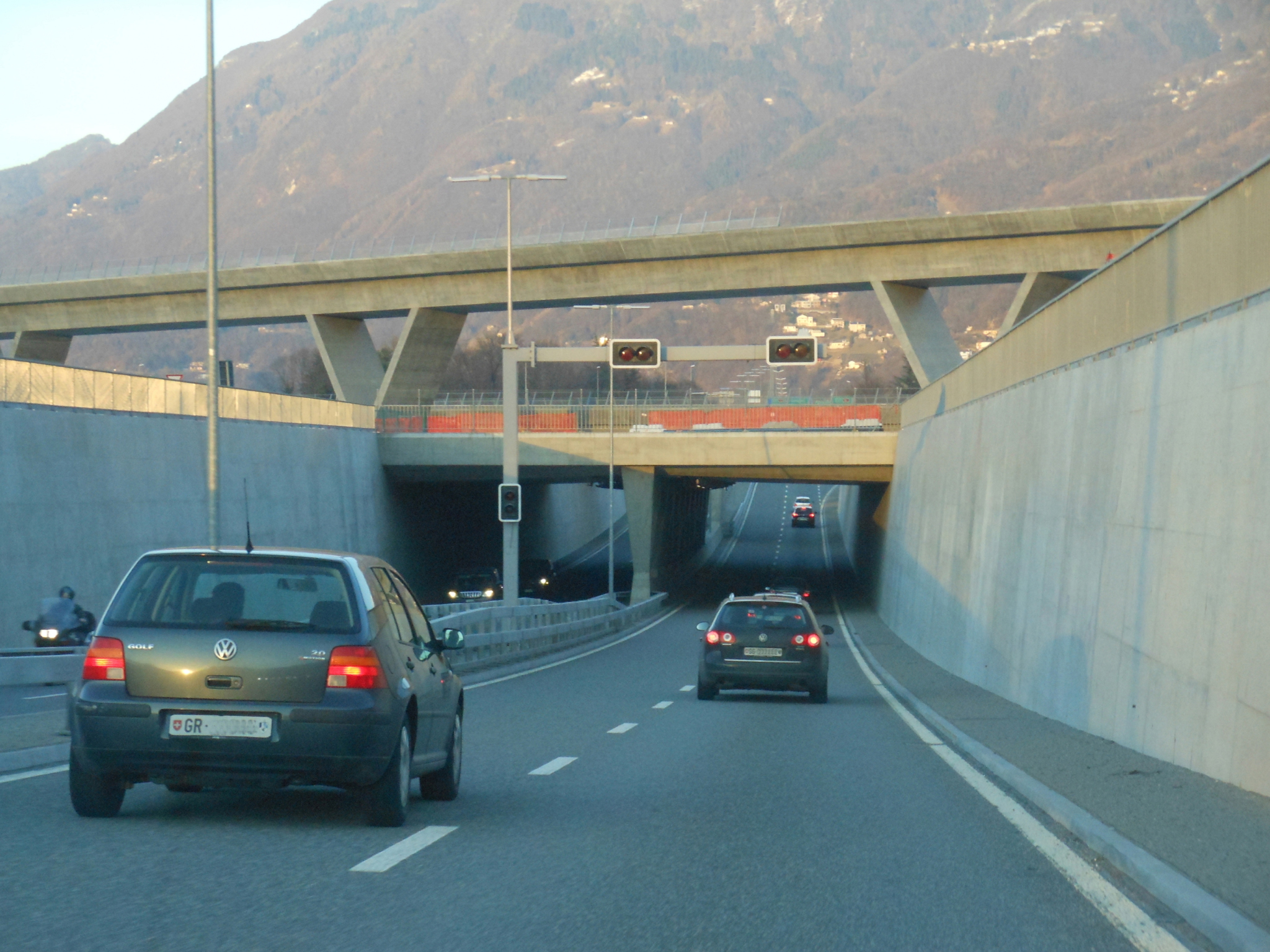
Křížení tras silnice a železnice v Camorinu
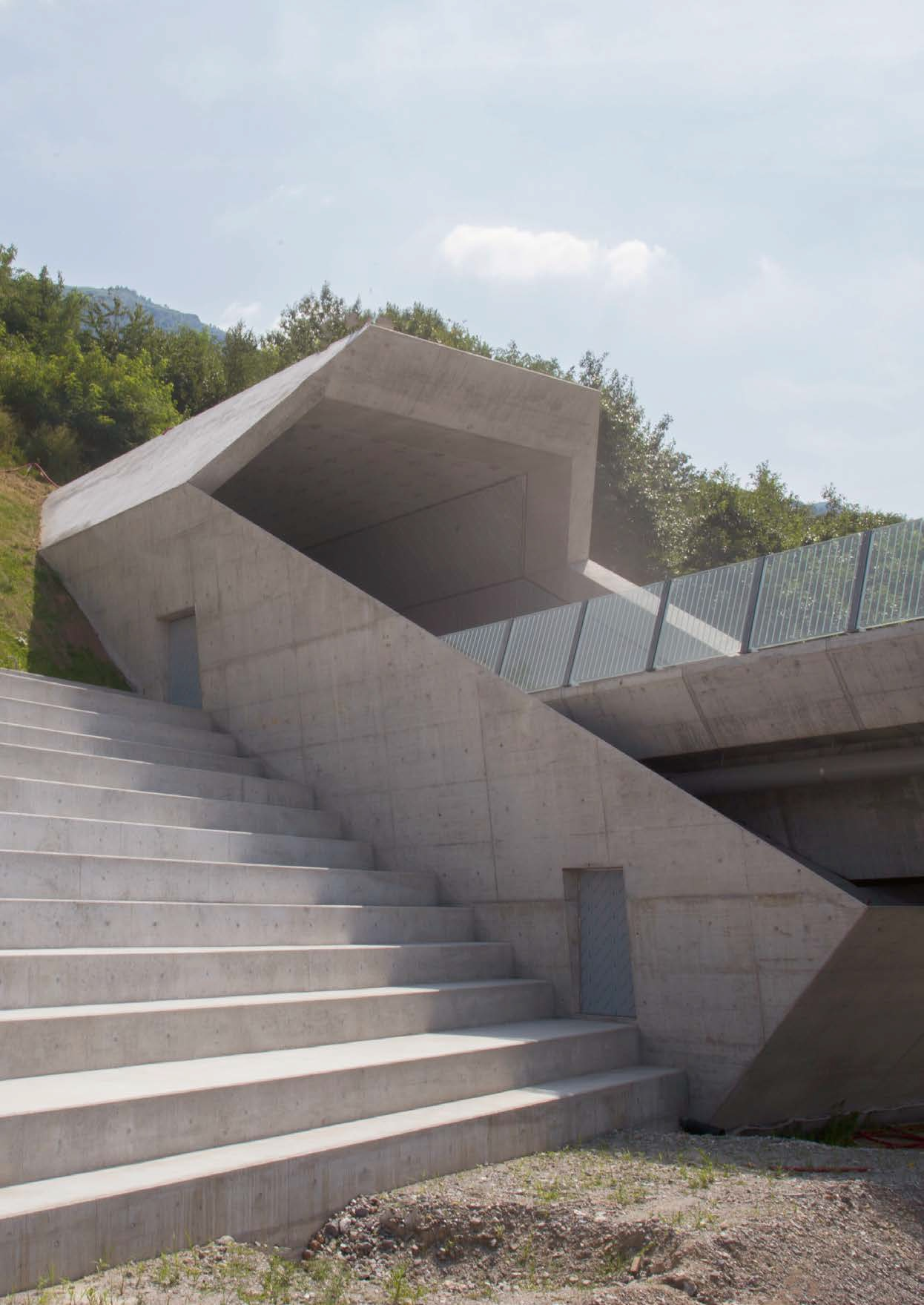
Portál tunelu
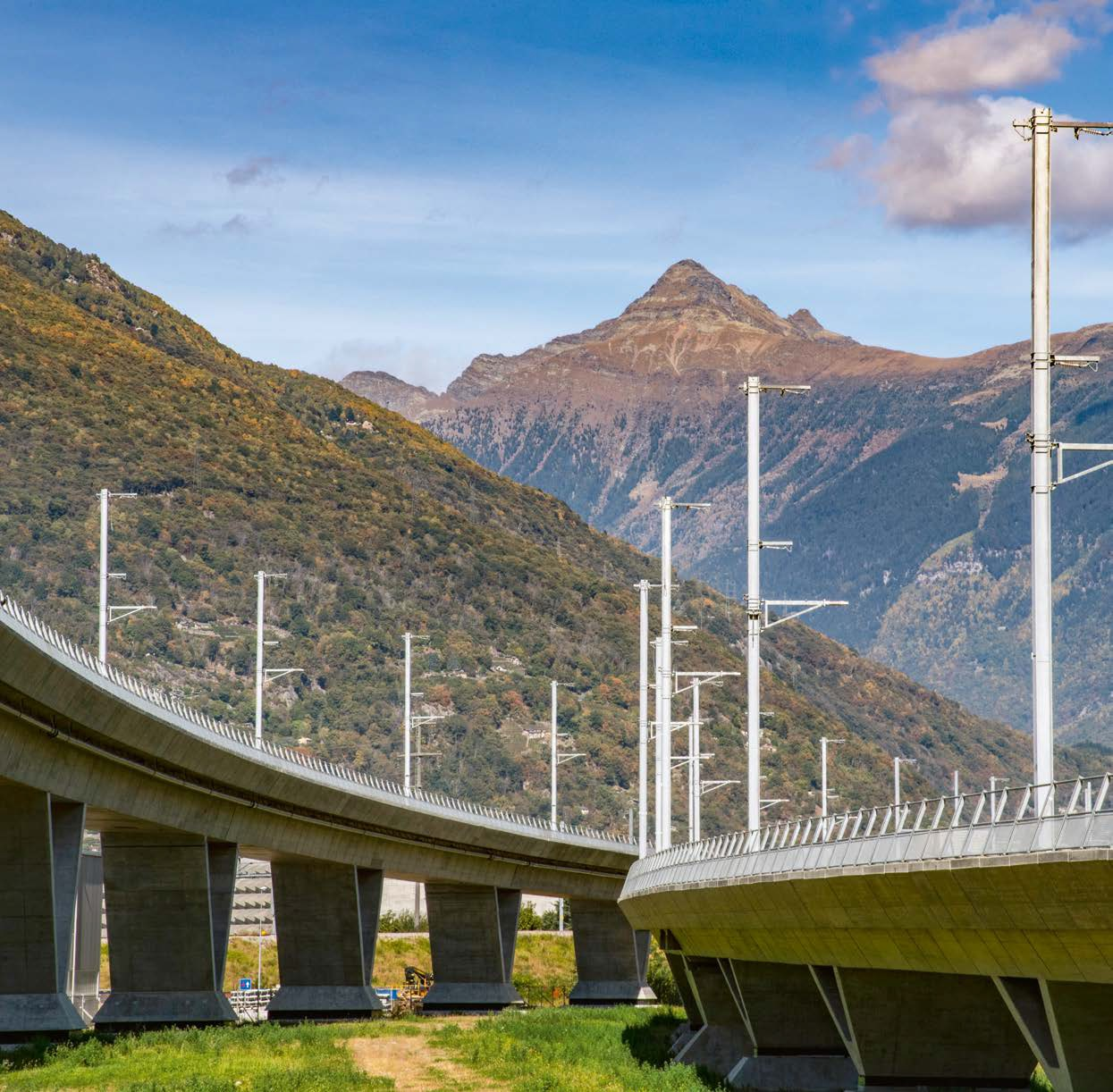
Viadukt Camorino
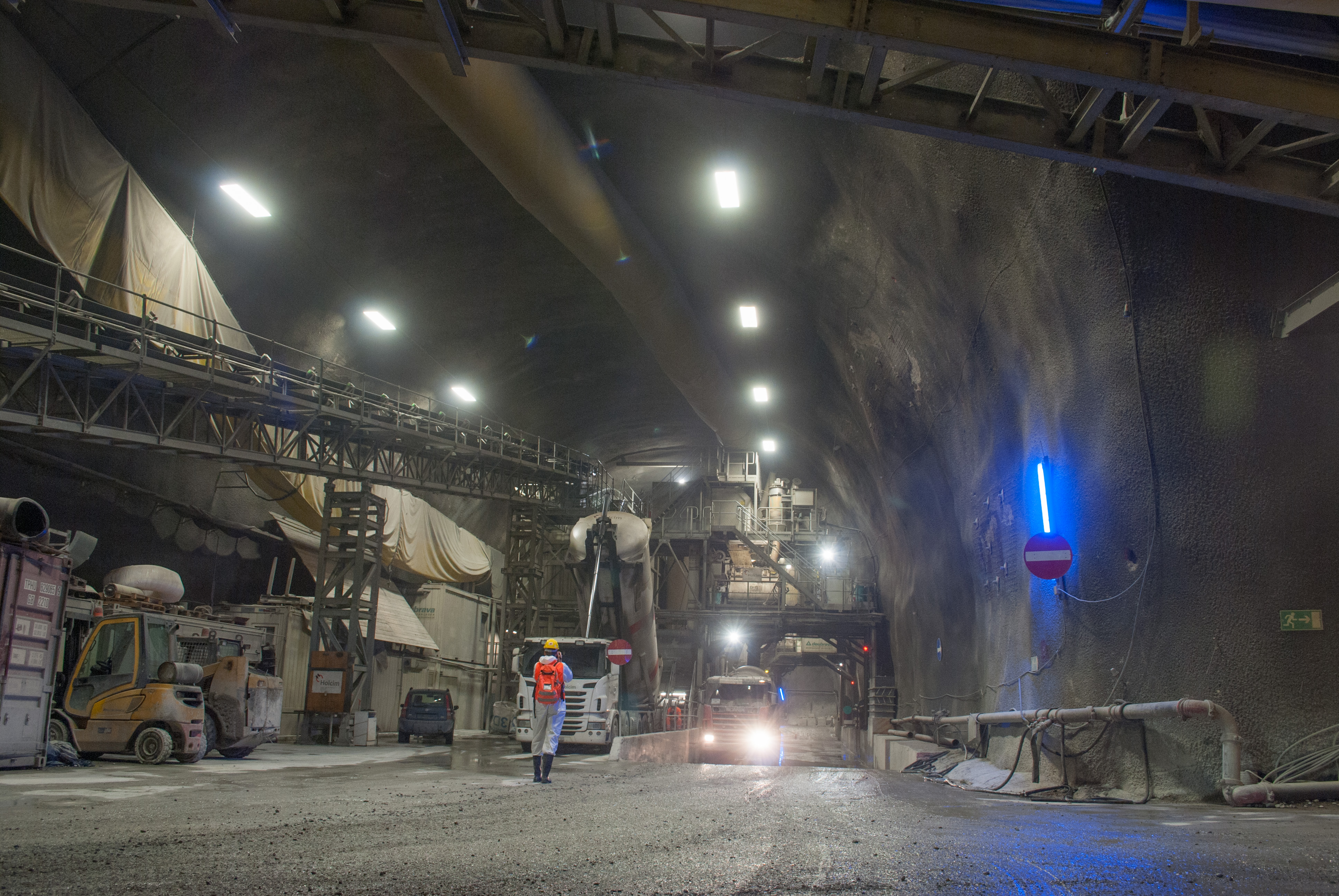
Ražba tunelu (rok 2015)